# Hotel Continental

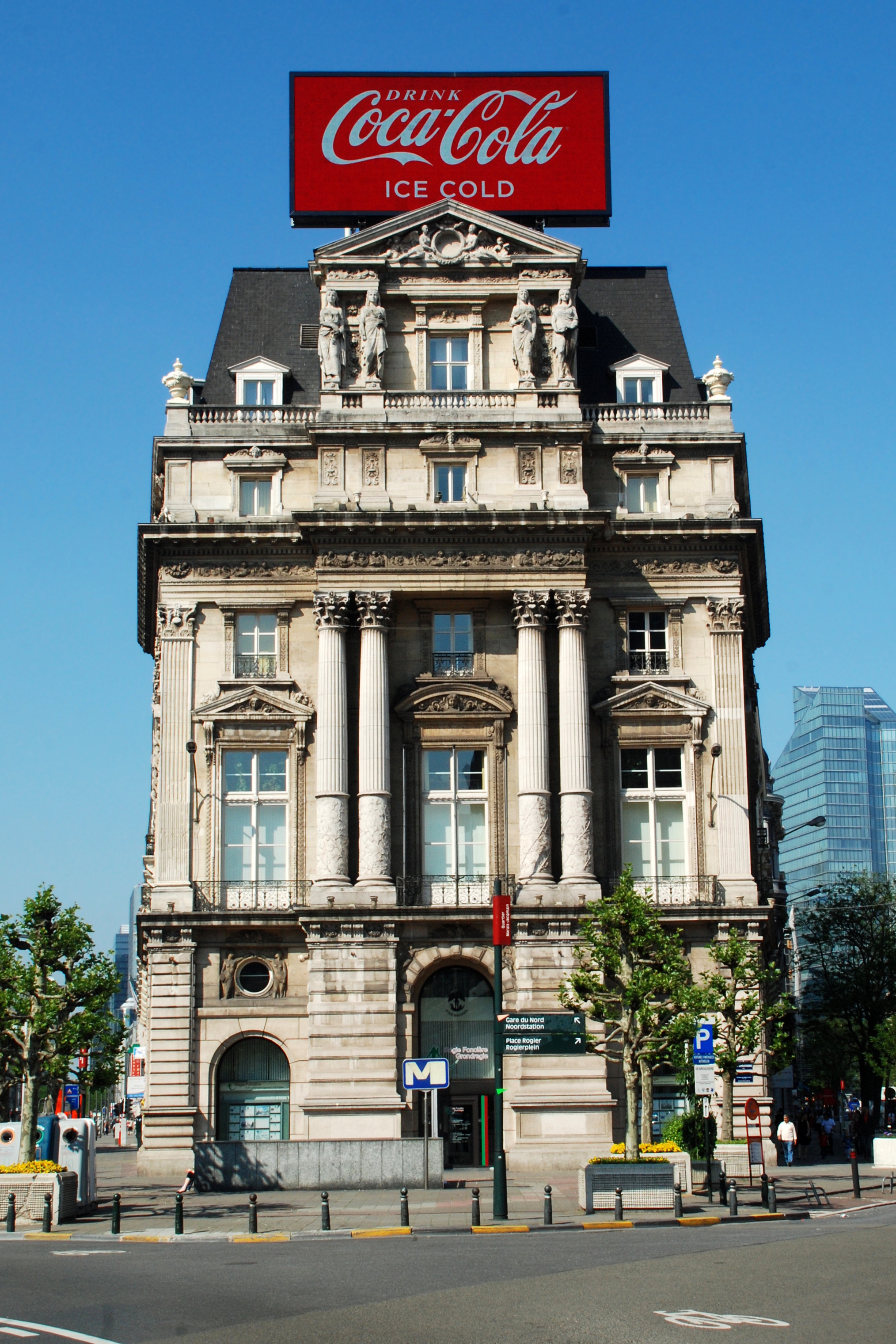
Voorgevel

Hotel Continental is een eclectisch gebouw uit 1874 in het centrum van Brussel, opgetrokken bij de aanleg van de centrumlanen. Het gebouw is niet beschermd.

## Geschiedenis
Het kopgebouw markeert aan de noordkant van het De Brouckèreplein de splitsing van Adolphe Maxlaan en Émile Jacqmainlaan. Blijkbaar had architect Eugène Carpentier (1819-86) dit monumentale perspectief in gedachten toen hij in 1873 de plannen tekende. Dat jaar drukte burgemeester Jules Anspach de wens uit dat het "vormeloze krot", zoals hij de Augustijnenkerk noemde, zou verdwijnen voor een gebouw met een passende monumentale gevel. In eerste instantie bleef de kerk echter bewaard in het plan-Suys en sloot ze het perspectief van de Anspachlaan af, zodat het nieuwe hotel in de schaduw bleef.
Bij de opening in 1880 huisde in het prestigieuze hotel ook het Musée Continental, met een collectie wassen beelden zoals in het Parijse Musée Grévin. Het café-restaurant diende tal van verenigingen tot zetel, waaronder de Véloce Club Bruxellois, de liberale kring Le Progrès en de Ligue Nationale de la Réforme Electorale.
Na de afbraak van de augustijnenkerk in 1893 vervulde het Hotel Continental zijn rol op het nieuw aangelegde De Brouckèreplein ten volle, daarin vanaf 1897 ondersteund door de Anspachfontein.
Een uitslaande brand vernielde op 14 oktober 1901 het interieur en dak van het hotel. Een massa volk zag de imposante beeldengroep Le Festin, uitgevoerd door Louis Samain in gedreven koper, wegsmelten in de vlammen. De heropbouw duurde tot 1910 en voorzag niet in een herstel van Carpentiers piramidale dak, noch van Samains drie vrouwenfiguren. In plaats daarvan kwam op het afgeplatte dak in de jaren '50 een opvallende lichtreclame voor Coca-Cola. Het bord is in 2011 vervangen door een LED-versie (in 2015 gehackt door activisten).
Na het verdwijnen van de hotelfunctie bleef in het Continental een brasserie bestaan. In de jaren '60 was er een showroom van Renault. De stad Brussel, eigenaar van het gebouw, liet in 1979-1982 een restauratie uitvoeren met toepassing van façadisme. De stedelijke grondregie hield er kantoor tot ze in 2022 verhuisde naar Brucity. Voor de verbouwing en herbestemming werd een openbaar onderzoek gelanceerd. In 2023 opende er een pop-upstore als broedplaats voor Brusselse ondernemers. 

## Architectuur
De vormentaal van het Hotel Continental is ontleend aan de uitbreidingen van het Louvre, gerealiseerd door Louis Visconti en Hector-Martin Lefuel in 1852-57 (bv. de Aile Richelieu). Ook herinnert ze met haar dubbele zuilen aan de barokke façade van de augustijnenkerk.

## Voetnoten
1. 1 2 3  Stad gaat Continentalgebouw aan Brouckère zelf verbouwen, BRUZZ, 28 maart 2023. Gearchiveerd op 6 juni 2023.
2. ↑  Ville de Bruxelles, Bulletin communal, 31 maart 1873, p. 135. Gearchiveerd op 6 september 2022. Geraadpleegd op 6 september 2022.
3. ↑  VRT